# Martina Wulf
Martina Wulf (* 30. April 1907 als Martha Maria Wulf in Hamburg; † 28. November 1982) war eine deutsche Opernsängerin (Sopran). Die als Hamburger Kammersängerin ausgezeichnete Opernsängerin gehörte von 1929 bis 1953 zum Ensemble der Hamburgischen Staatsoper.

## Leben
Martina Wulf wuchs in Hamburg auf. Ihre musikliebende Mutter förderte das Talent ihrer Tochter mit Gesangsunterricht. Mit 20 Jahren debütierte Wulf an der Volksoper Hamburg am Millerntorplatz. Von 1929 bis 1953 gehörte sie zum Ensemble der Hamburgischen Staatsoper, wo sie mehr als 2.000 Vorstellungen gab. Unter anderem wirkte sie an der Premiere von La cena delle beffe in den 1920er Jahren mit, die in Anwesenheit des Komponisten Umberto Giordano stattfand. Angeblich wollte Giordano sie mit zu sich nach Italien nehmen, sie blieb jedoch in Hamburg. Wulf stand 1944 in der Gottbegnadeten-Liste des Reichsministeriums für Volksaufklärung und Propaganda.
In einer Zeitungsumfrage wurde sie von den Lesern 1951 zur populärsten Frau Hamburgs gewählt. Ihre Stimme ist auf einer Reihe von Aufnahmen aus der Zeit zu hören.